# Coelogyninae
Sous-tribu
Les Coelogyninae sont une sous-tribu de la tribu des Arethuseae, de la sous-famille des Epidendroideae, dans la famille des Orchidaceae.
Depuis les années 2000, de nombreux  travaux d'analyse phylogénétique ont mis en évidence la nécessité de proposer une nouvelle classification pour cette sous-tribu. D'abord classée dans la tribu des Coelogyneae par Robert Louis Dressler en 1993, certains auteurs ont proposé de réintégrer cette sous-tribu dans la tribu des Arethuseae. Cependant la notion de groupe monophylétique qui permettrait de statuer définitivement sur cette nouvelle classification n'est pas encore clairement établie et l'intégration de certains genres (Glomera & Bletilla notamment) est encore sujette à discussion.

## Liste desgenres
Selon NCBI :
- Bletilla
- Bracisepalum
- Bulleyia
- Chelonistele
- Coelogyne
- Dendrochilum
- Dickasonia
- Dilochia
- Entomophobia
- Geesinkorchis
- Glomera
- Gynoglottis
- Nabaluia
- Neogyna
- Otochilus
- Panisea
- Pholidota
- Pleione
- Thunia
- Thuniopsis